# 羽鳥成一郎
羽鳥 成一郎（はとり せいいちろう、1954年6月25日 - ）は、茨城県出身の日本の実業家。
元エスエス製薬株式会社代表取締役社長。元エイボン・プロダクツ代表取締役社長。日本ベーリンガーインゲルハイム会長付顧問を歴任した。

## 略歴
茨城県立総和工業高等学校、国際商科大学（現：東京国際大学）卒業。大学在学中にウィラメット大学に留学するが、留学当初は英語ができなかったため、授業内容をカセットテープに録音して毎日何時間も図書館で格闘したという 。大学卒業後、オハイオ大学にて東南アジア研究修士課程を修了する。
大学院修了後、エイボン・プロダクツにて製品企画部などをえたのち、日本ロレアルにて事業部長を歴任。ロレアル時代にベーリンガーインゲルハイムにヘッドハンティングされ顧問に就任。その後傘下であったエスエス製薬に送り込まれ、営業本部長、マーケティング本部長、人事総務本部長などを歴任し、2005年に代表取締役社長に就任。その後同社顧問などを務めたのち、2010年にエイボン・プロダクツ代表取締役社長に就任するが、2年後の2012年に辞任。

## 経歴
- 2000年 日本ロレアル百貨店向ブランド事業部長[1]
- 2005年 エスエス製薬代表取締役社長兼最高経営責任者[1]
- 2009年 エスエス製薬顧問
- 2010年 エイボン・プロダクツ代表取締役社長就任[1]
- 2012年 エイボン・プロダクツ代表取締役社長辞任、Kowa Health Care America, Inc.CEO[1]
- 2017年 Zeria USA, Inc.CEO[1]
- 2019年 新日本製薬取締役[1]

## 団体役職
- 日本経済団体連合会理事
- 日本医薬品直販メーカー協議会会長
- 日本大衆薬工業協会副会長